# Kabinett Marquordt
Das Kabinett Marquordt bildete die Landesregierung des Freistaates Braunschweig 1924 bis 1927.
| Kabinett Marquordt – 24. Dezember 1924 bis 13. Dezember 1927 \| Amt \| Name \| Partei \| \| ------------------------------------------ \| --------------------------------------------------------------------------- \| -------------- \| \| Ministerpräsident Inneres und Volksbildung \| Gerhard Marquordt \| DVP \| \| Justiz \| Johannes Lieff \| parteilos \| \| Finanzen \| Hans-Udo von Grone bis 21. Januar 1926 Werner Küchenthal ab 22. Januar 1926 \| parteilos DNVP \| |                                                                             |                |
| Amt | Name                                                                        | Partei         |
| Ministerpräsident Inneres und Volksbildung | Gerhard Marquordt                                                           | DVP            |
| Justiz | Johannes Lieff                                                              | parteilos      |
| Finanzen | Hans-Udo von Grone bis 21. Januar 1926 Werner Küchenthal ab 22. Januar 1926 | parteilos DNVP |